# Mesypochrysa chrysopoides
Mesypochrysa chrysopoides là một loài côn trùng trong họ Chrysopidae thuộc bộ Neuroptera. Loài này được Ponomarenko miêu tả năm 1992.